# Mîhailivka, Volodarka
Mîhailivka (în ucraineană Михайлівка) este un sat în comuna Lohvîn din raionul Volodarka, regiunea Kiev, Ucraina.

## Demografie
Componența lingvistică a localității Mîhailivka
     Ucraineană (97,32%)
     Rusă (2,68%)
Conform recensământului din 2001, majoritatea populației localității Mîhailivka era vorbitoare de ucraineană (97,32%), existând în minoritate și vorbitori de rusă (2,68%).